# Марек и Вацек
«Ма́рек и Ва́цек» (пол. Marek i Wacek, также Marek & Vacek) — польский фортепианный дуэт, существовавший с 1963 по 1986 год.
Дуэт был основан в начале 1960-х годов польскими пианистами Мареком Томашевским и Вацлавом Киселевским, познакомившимися друг с другом в Музыкальной академии в Варшаве. Музыканты дебютировали выступлением на польском телевидении 8 марта 1963 года. Исполняли преимущественно аранжированные классические произведения Шопена, Бетховена, Грига, Листа, Монюшко и других, современные композиции, а также собственные сочинения. Выступали с концертами в Европе, США, Канаде.
В 1967 году были удостоены премии Гран-при на варьете-фестивале «Золотой горностай» в Ренне.
Томашевский и Киселевский сыграли главные роли в кинофильме «Тандем» (27-минутный музыкальный чёрно-белый художественный фильм) режиссёра Станислава Кокеша (среди исполнителей главных ролей — Эва Шикульская и Алиция Бонюшко).
Дуэт прекратил своё существование в 1986 году, на пике популярности, после гибели Вацлава Киселевского в автокатастрофе.

## Дискография
- LP Ballade pour deux pianos Barclay (1966)
- LP Kisielewski — Tomaszewski: Play Favourite Melodies Pronit (1968); CD Muza (1994)
- LP Marek & Vacek: Piano Firework Polydor (1968)
- LP Marek & Vacek: Romanische Figel Polydor (1968)
- LP Marek & Vacek: Trumerei Polydor (1968)
- LP Marek & Vacek: Piano Fascination Polydor (1969)
- LP Marek & Vacek: Piano Firework, vol. 1-2 Polydor (1969)
- LP Marek & Vacek: Classical and Pop Pianos Polydor (1970)
- LP Marek & Vacek: Stargala, vol, 1-2 Polydor (1971)
- LP Marek & Vacek: Concert Hits Electrola (1972)
- LP Marek & Vacek: Concert Hits II Electrola (1973)
- LP Marek & Vacek: Concert Hits, vol 1-2 Electrola (1973)
- LP Marek und Vacek Live, vol. 1-2 Electrola (1974)
- LP Marek und Vacek: Spectrum Electrola (1976)
- LP Marek & Vacek: Wiener Walzer Electrola (1977)
- LP Marek und Vacek: Das Programm Polydor (1978)
- LP Marek und Vacek, vol. 1-2 Polydor (1979)
- LP Marek& Vacek, vol 1-2 Polydor (1979)
- LP Marek & Vacek Live Wifon (1979)
- LP Marek & Vacek: Mondscheinsonate Polydor (1980)
- LP Marek i wacek grają utwory romantyczne Veriton (1981)
- LP Marek und Vacek in Gold Polydor (1981)
- LP Die Marek und Vacek Story 1962—1982, vol. 1-2 Prisma (1982)
- LP Marek und Vacek '84 Intercord (1984)
- LP Marek i Vacek Wifon (1984)
- LP Marek und Vacek: Welterfolge Intercord (1984)
- LP Marek and Vacek: Again Pronit (1984)
- LP Marek & Vacek: The Last Concert. vol. 1-2 Pronit (1987)
- CD Niepokonani: Marek & Vacek Live Polskie Radio SA/Universal Music Polska 2001